# Leichtathletik-Europameisterschaften 1934/4 × 400 m der Männer

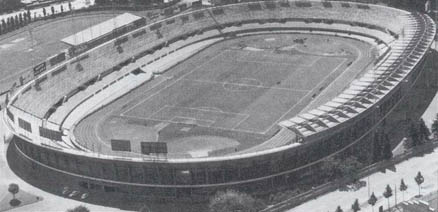
Turiner Olympiastadion – damalige Bezeichnung
Stadio Benito Mussolini

Die 4-mal-400-Meter-Staffel der Männer bei den Leichtathletik-Europameisterschaften 1934 wurde am 9. September 1934 im Turiner Stadio Benito Mussolini ausgetragen.
Europameister wurde das Deutsche Reich in der Besetzung Helmut Hamann, Hans Scheele, Harry Voigt und Adolf Metzner. Frankreich (Robert Paul, Georges Guillez, Raymond Boisset, Pierre Skawinski) gewann die Silbermedaille. Bronze ging an Schweden mit Sven Strömberg, Pelle Pihl, Gustaf Ericson und Bertil von Wachenfeldt.

## Rekorde

### Bestehende Rekorde
| Weltrekord           | USA (Ivan Fuqua, Edgar Ablowich, Karl Warner, Bill Carr)                        | 3:08,2 min                                          | Los Angeles, USA                                    | 7. August 1932                                      |
| Europarekord         | Großbritannien (Crew Stoneley, Tommy Hampson, David Burghley, Godfrey Rampling) | 3:11,2 min                                          | Los Angeles, USA                                    | 7. August 1932                                      |
| Meisterschaftsrekord | Einen Europameisterschaftsrekord gab es noch nicht.                             | Einen Europameisterschaftsrekord gab es noch nicht. | Einen Europameisterschaftsrekord gab es noch nicht. | Einen Europameisterschaftsrekord gab es noch nicht. |

### Europameisterschaftsrekord
Im einzigen Rennen wurde der folgende erste Europameisterschaftsrekord aufgestellt:

3:14,1 min (erster EM-Rekord) – Deutsches Reich (Helmut Hamann, Hans Scheele, Harry Voigt, Adolf Metzner), Rennen am 9. September

## Durchführung des Wettbewerbs
Es gab nur vier Nationen, die an diesem Wettbewerb teilnahmen. So traten die Staffeln ohne weitere Vorläufe zum Finale an.

## Finale
9. September 1934
| Platz | Staffel            | Besetzung                                                        | Zeit          |
| ----- | ------------------ | ---------------------------------------------------------------- | ------------- |
| 1     | Deutsches Reich    | Helmut Hamann Hans Scheele Harry Voigt Adolf Metzner             | 3:14,1 min CR |
| 2     | Frankreich         | Robert Paul Georges Guillez Raymond Boisset Pierre Skawinski     | 3:15,6 min    |
| 3     | Schweden           | Sven Strömberg Pelle Pihl Gustaf Ericson Bertil von Wachenfeldt  | 3:16,6 min    |
| 4     | Königreich Italien | Giacomo Carlini Angelo Ferrario Mario Rabaglino Ettore Tavernari | 3:19,0 min    |